# William Sunsing
William Sunsing (Heredia (Costa Rica), 12 de maio de 1977) é um futebolista profissional costa-riquenho, atacante, milita no Municipal Liberia.

## Carreira internacional
Sunsing estreou pela Costa Rica em Janeiro de 2000 num amistoso contra a Trinidad & Tobago e foi convocado para um total de 35 partidas internacionais, marcando 4 gols.[carece de fontes?] Ele representou seu país em 18 partidas das eliminatórias da Copa do Mundo FIFA e foi um membro da equipe, mas não jogou na Copa do Mundo FIFA de 2002 e a Copa América de 2001.
Ele também jogou na Copa Ouro de 2000 e Copa Ouro de 2002.